# Lophocampa testacea
Lophocampa testacea är en fjärilsart som beskrevs av Heinrich Benno Möschler 1878. Lophocampa testacea ingår i släktet Lophocampa och familjen björnspinnare. Inga underarter finns listade i Catalogue of Life.